# Морозостойкость

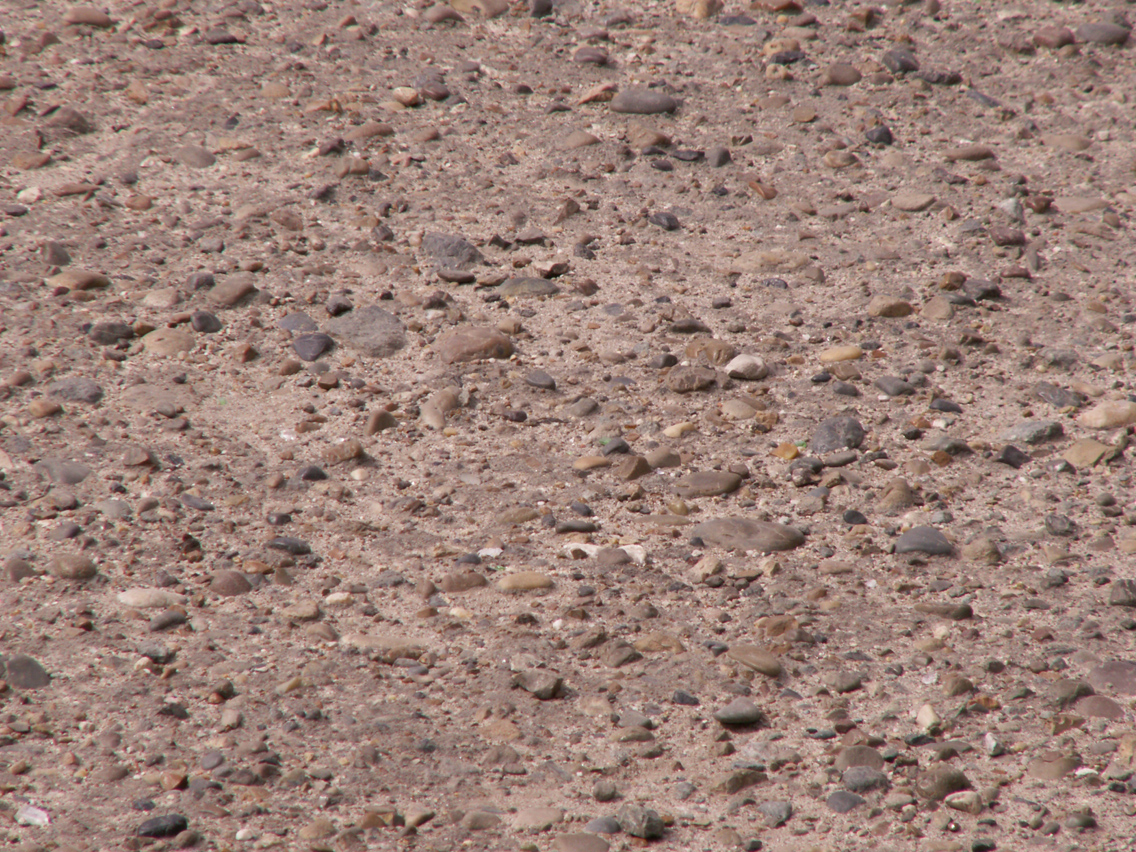
Низкая морозостойкость — разрушение асфальтового покрытия тротуара после пяти лет эксплуатации

Морозостойкость — способность материала в насыщенном водой состоянии выдерживать многократное попеременное замораживание и оттаивание без видимых признаков разрушения и без значительного понижения прочности. Основная причина разрушения материала под действием низких температур — расширение воды, заполняющей поры материала, при замерзании. Морозостойкость зависит главным образом от структуры материала: чем выше относительный объём пор, доступных для проникновения воды, тем ниже морозостойкость.

## Описание
Морозостойкость — способность организмов (растений) длительное время выносить температуры ниже 0 °C. Морозостойкость также предполагает способность противостоять очень сильным (более −40 °C) морозам.
Наиболее часто используется обозначение: «F» с цифрами от 50 до 1000 (пример — F200), означающими количество циклов замерзания-оттаивания. 
Морозостойкость строительного материала (F) — установленное нормами минимальное число циклов (F) замораживания и оттаивания образцов материала, испытанных по базовым методам, при которых сохраняются первоначальные физико-механические свойства в нормируемых пределах.
Следует учитывать, что современные методы испытания морозостойкости бетонов отличаются от обывательского восприятия циклов замораживания и оттаивания в естественной среде. Современный ГОСТ требует проводить испытания в химически агрессивных средах и учитывать сценарий эксплуатации Примерно это означает, что бетон испытавший нормативное по классу F количество циклов замерзания-оттаивания в среде близкой к естественной будет иметь потерю прочности на сжатие для тяжелых бетонов не выше 5 %, а для легких бетонов — не более 15 %.
Большинство простых бетонов имеют класс морозостойкости F50—F150. Для бетонов погруженных в воду с переменным уровнем и со сроком службы измеряемым десятилетиями обычно используются дорогие бетоны класса F300—F500.
Нет единой теории, которая бы могла пояснить механизм морозного разрушения бетона, однако, снижение прочности из-за циклической заморозки подтверждают все существующие гипотезы. Объем льда больше занимаемого водой, что постепенно разрушает внутреннюю структуру увлажненного материала. Однако в реальности процесс намного сложнее, т. к. микроскопические поры в бетоне не позволяют существенной части воды начать процесс кристаллизации даже при отрицательной температуре. Тем не менее, экспериментально доказано, что морозостойкость бетона напрямую определяется таким параметром, как водопоглощение. Также морозостойкость сильно зависит от того используются ли специальные заполнители пор в бетоне.